# ACF Fiorentina 2006-2007
Questa voce raccoglie le informazioni riguardanti l'ACF Fiorentina nelle competizioni ufficiali della stagione 2006-2007.

## Stagione

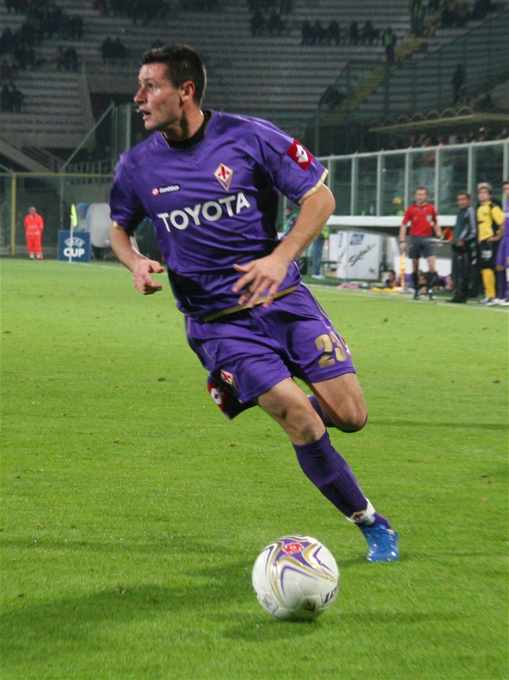
Manuel Pasqual

Si riparte in serie A da meno 19 (poi ridotto a meno 15). Durante la campagna estiva partono Brocchi, Fiore e Jimenez, ma arrivano altri giocatori importanti: Adrian Mutu, Mario Alberto Santana, Fabio Liverani, Manuele Blasi, Reginaldo, Alessandro Potenza e Massimo Gobbi. Inoltre vengono riscattate le proprietà di Frey e Riccardo Montolivo.
La Fiorentina inizia la stagione in coppa Italia venendo eliminata dal Genoa, dopo aver eliminato il Giarre. Il 9 settembre inizia il campionato, il primo senza la Juventus, e la Fiorentina perde in casa per 2-3 contro la favorita Inter. Nonostante la penalizzazione e una partenza a stento (tre sconfitte e una vittoria nella prime quattro partite), la Fiorentina riesce a riprendersi in campionato, colmando il divario della penalizzazione e arrivando, nel periodo pre-natalizio, a ridosso della metà classifica.
Nel mercato di gennaio i viola acquistano dal Basilea il giovane centrocampista Kuzmanovic. Nel girone di ritorno la Fiorentina prosegue la sua scalata alla classifica, giungendo sesta nonostante la suddetta penalizzazione di 15 punti. In tal modo si garantisce un posto in Coppa UEFA grazie alla miglior difesa del torneo, con soltanto 31 reti subite, e al terzo miglior attacco della serie A, con 62 reti segnate. È anche l'anno dell'addio di Luca Toni alla maglia viola, andrà infatti al Bayern Monaco.
Marcatori stagione viola in serie A: Mutu e Toni 16 Reti, Pazzini 7, Reginaldo 6, Gamberini e Jorgensen 3, Montolivo 2, Blasi, Dainelli, Kroldrup, Liverani, Potenza, Santana e Ujfalusi 1.

## Divise e sponsor
Lo sponsor tecnico per la stagione 2006-07 è Lotto, mentre lo sponsor ufficiale è Toyota per il girone d'andata e Auris per quello di ritorno (autovettura sempre prodotta dalla Toyota). Lo sponsor è al centro della maglia, mentre lo sponsor tecnico e il logo della squadra si trovano al di sopra, rispettivamente sulla destra e sulla sinistra.
La divisa casalinga è identica a quella della stagione passata e presenta una maglia di colore viola con girocollo bianco con due cuciture per lato bianche che scendono lateralmente lungo il busto. I calzoncini sono viola e presentano due cuciture bianche a prosecuzione di quelle della maglia con il logo della squadra sulla gamba destra. I calzettoni sono viola con stemma della società e sponsor tecnico sulla parte centrale. Il numero e il nome sulla maglia sono bianchi così come il numero sui calzoncini posto sulla gamba sinistra.
Anche la divisa da trasferta è identica a quell'anno precedente, essendo composta da maglia, pantaloncini e calzettoni di colore bianco con cuciture viola. Il numero e il nome sulla maglia sono di colore viola così come il numero sui calzoncini sempre posto sulla gamba sinistra.
La terza divisa presenta maglia, pantaloncini e calzettoni di colore rosso con cuciture bianche. Il numero e il nome sulla maglia sono di colore bianco così come il numero sui calzoncini sempre posto sulla gamba sinistra.
| Casa | Trasferta | Terza Divisa |

## Rosa
| N. |                      | Ruolo | Calciatore                |
| -- | -------------------- | ----- | ------------------------- |
| 1  | Francia (bandiera)   | P     | Sébastien Frey            |
| 2  | Danimarca (bandiera) | D     | Per Krøldrup              |
| 3  | Italia (bandiera)    | D     | Dario Dainelli (capitano) |
| 4  | Italia (bandiera)    | C     | Marco Donadel             |
| 5  | Italia (bandiera)    | D     | Alessandro Gamberini      |
| 6  | Italia (bandiera)    | D     | Alessandro Potenza        |
| 7  | Brasile (bandiera)   | C     | Do Prado                  |
| 8  | Italia (bandiera)    | C     | Michele Pazienza          |
| 9  | Italia (bandiera)    | A     | Christian Riganò          |
| 10 | Romania (bandiera)   | A     | Adrian Mutu               |
| 11 | Italia (bandiera)    | C     | Fabio Liverani            |
| 13 | Brasile (bandiera)   | D     | David Enrique Mateo       |
| 14 | Romania (bandiera)   | P     | Bogdan Lobonț             |
| 14 | Brasile (bandiera)   | D     | Alex                      |
| 15 | Italia (bandiera)    | C     | Andrea Paolucci           |
| 17 | Italia (bandiera)    | C     | Manuele Blasi             |
| 18 | Italia (bandiera)    | C     | Riccardo Montolivo        |
| 19 | Italia (bandiera)    | C     | Massimo Gobbi             |
| 20 | Danimarca (bandiera) | C     | Martin Jørgensen          |

| N. |                      | Ruolo | Calciatore            |
| -- | -------------------- | ----- | --------------------- |
| 21 | Rep. Ceca (bandiera) | D     | Tomáš Ujfaluši        |
| 22 | Serbia (bandiera)    | C     | Zdravko Kuzmanović    |
| 23 | Italia (bandiera)    | D     | Manuel Pasqual        |
| 24 | Italia (bandiera)    | D     | Massimiliano Tagliani |
| 25 | Serbia (bandiera)    | P     | Vlada Avramov         |
| 25 | Italia (bandiera)    | C     | Danilo D'Ambrosio     |
| 26 | Brasile (bandiera)   | C     | Filipe                |
| 27 | Italia (bandiera)    | A     | Samuel Di Carmine     |
| 28 | Italia (bandiera)    | P     | Cristiano Lupatelli   |
| 29 | Italia (bandiera)    | A     | Giampaolo Pazzini     |
| 30 | Italia (bandiera)    | A     | Luca Toni             |
| 32 | Italia (bandiera)    | D     | Davide Brivio         |
| 33 | Italia (bandiera)    | P     | Nicolò Manfredini     |
| 34 | Francia (bandiera)   | A     | Matthias Lepiller     |
| 35 | Italia (bandiera)    | P     | Edoardo Pazzagli      |
| 81 | Argentina (bandiera) | C     | Mario Santana         |
| 83 | Brasile (bandiera)   | A     | Reginaldo             |
| -- | Italia (bandiera)    | D     | Andrea Pierro         |
| -- | Italia (bandiera)    | A     | Riccardo Lattanzio    |

## Calciomercato

### Sessione estiva
| Acquisti | Acquisti              | Acquisti | Acquisti                |
| R.       | Nome                  | da       | Modalità                |
| -------- | --------------------- | -------- | ----------------------- |
| P        | Sébastien Frey        | Parma    | riscattata comproprietà |
| D        | Alessandro Potenza    | Inter    | definitivo              |
| C        | Mario Alberto Santana | Palermo  | definitivo              |
| C        | Fabio Liverani        | Lazio    | definitivo              |
| C        | Manuele Blasi         | Juventus | prestito                |
| C        | Massimo Gobbi         | Cagliari | definitivo              |
| C        | Riccardo Montolivo    | Atalanta | riscattata comproprietà |
| A        | Adrian Mutu           | Juventus | definitivo              |
| A        | Reginaldo             | Treviso  | definitivo              |

| Cessioni | Cessioni             | Cessioni | Cessioni      |
| R.       | Nome                 | a        | Modalità      |
| -------- | -------------------- | -------- | ------------- |
| P        | Vlada Avramov        | Treviso  | definitivo    |
| C        | Christian Brocchi    | Milan    | fine prestito |
| C        | Stefano Fiore        | Valencia | fine prestito |
| C        | Antonio Luis Jiménez | Ternana  | definitivo    |
| A        | Christian Riganò     | Messina  | definitivo    |

### Sessione invernale
| Acquisti | Acquisti           | Acquisti | Acquisti   |
| R.       | Nome               | da       | Modalità   |
| -------- | ------------------ | -------- | ---------- |
| C        | Zdravko Kuzmanović | Basilea  | definitivo |

| Cessioni | Cessioni      | Cessioni          | Cessioni   |
| R.       | Nome          | a                 | Modalità   |
| -------- | ------------- | ----------------- | ---------- |
| C        | Do Prado      | Spezia            | prestito   |
| P        | Bogdan Lobonț | Dinamo Bucarest   | definitivo |
| D        | Alex          | Lokomotiv Plovdiv | definitivo |

## Risultati

### Serie A

#### Girone di andata
| Arbitro: | Rosetti (Torino) |

|               |           |                                    |
| Toni 68’, 79’ | Marcatori | 11’, 41’ Cambiasso 61’ Ibrahimović |

| Arbitro: | Farina (Novi Ligure) |

|                  |           |  |
| C. Lucarelli 58’ | Marcatori |  |

| Arbitro: | Pieri (Lucca) |

|          |           |  |
| Mutu 17’ | Marcatori |  |

| Arbitro: | Bergonzi (Genova) |

|              |           |  |
| Iaquinta 40’ | Marcatori |  |

| Arbitro: | De Marco (Chiavari) |

|                                     |           |  |
| Jørgensen 54’ Toni 79’ Dainelli 83’ | Marcatori |  |

| Arbitro: | Saccani (Mantova) |

|              |           |                   |
| Matteini 29’ | Marcatori | 67’ Mutu 77’ Toni |

| Arbitro: | Marelli (Como) |

|                                |           |  |
| Mutu 31’ Santana 43’ Blasi 55’ | Marcatori |  |

| Arbitro: | Ayroldi (Molfetta) |

|  |           |               |
|  | Marcatori | 13’ Jorgensen |

| Arbitro: | Messina (Bergamo) |

|                              |           |                               |
| Barzagli 32’ (aut.) Mutu 87’ | Marcatori | 9’ Di Michele 80’, 90’ Amauri |

| Arbitro: | Rosetti (Torino) |

|                              |           |              |
| De Rossi 38’ Taddei 49’, 66’ | Marcatori | 15’ Ujfalusi |

| Arbitro: | De Marco (Chiavari) |

|                             |           |                |
| Mutu 26’ Pazzini 89’, 90+4’ | Marcatori | 25’ Migliaccio |

| Arbitro: | Mazzoleni (Bergamo) |

|                |           |            |
| Bjelanovic 84’ | Marcatori | 45+2’ Toni |

| Arbitro: | Saccani (Mantova) |

|              |           |          |
| Antonini 18’ | Marcatori | 38’ Mutu |

| Arbitro: | Rizzoli (Bologna) |

|          |           |  |
| Toni 15’ | Marcatori |  |

| Arbitro: | Paparesta (Bari) |

|  |           |          |
|  | Marcatori | 80’ Mutu |

| Arbitro: | Saccani (Mantova) |

|                      |           |                   |
| Mutu 20’ (rig.), 76’ | Marcatori | 4’, 90’ Gilardino |

| Arbitro: | Girardi (San Donà di Piave) |

|  |           |               |
|  | Marcatori | 32’, 75’ Toni |

| Arbitro: | Bergonzi (Genova) |

|                                              |           |  |
| Toni 18’ Potenza 22’ Liverani 45+2’ Mutu 51’ | Marcatori |  |

| Genova 14 gennaio 2007 19ª giornata | Sampdoria        | 0 – 0 referto | Fiorentina | Stadio Luigi Ferraris\| Arbitro: \| Paparesta (Bari) \| |
| Arbitro:                            | Paparesta (Bari) |               |            |                                                         |

#### Girone di ritorno
| Arbitro: | Morganti (Ascoli Piceno) |

|                                           |           |         |
| Stanković 19’ Adriano 24’ Ibrahimović 70’ | Marcatori | 5’ Toni |

| Arbitro: | Bertini (Arezzo) |

|                        |           |                  |
| Toni 68’ Jørgensen 82’ | Marcatori | 27’ C. Lucarelli |

| Arbitro: | Giannocaro (Lecce) |

|                          |           |  |
| G. Rossi 27’, 89’ (rig.) | Marcatori |  |

| Arbitro: | Ayroldi (Molfetta) |

|                           |           |  |
| Reginaldo 16’ Pazzini 44’ | Marcatori |  |

| Arbitro: | Giannocaro (Lecce) |

|  |           |          |
|  | Marcatori | 87’ Toni |

| Arbitro: | Paparesta (Bari) |

|                   |           |  |
| Mutu 27’ Toni 75’ | Marcatori |  |

| Arbitro: | Rizzoli (Bologna) |

|            |           |                 |
| Foggia 57’ | Marcatori | 87’ (rig.) Mutu |

| Arbitro: | Bergonzi (Genova) |

|                                                          |           |            |
| Toni 31’, 34’ Franceschini 52’ (aut.) Gamberini 74’, 83’ | Marcatori | 14’ Rosina |

| Arbitro: | Messina (Bergamo) |

|            |           |          |
| Cavani 72’ | Marcatori | 33’ Mutu |

| Firenze 18 marzo 2007, ore 15:00 CET 29ª giornata | Fiorentina       | 0 – 0 referto | Roma | Stadio Artemio Franchi\| Arbitro: \| Paparesta (Bari) \| |
| Arbitro:                                          | Paparesta (Bari) |               |      |                                                          |

| Arbitro: | Rosetti (Torino) |

|                           |           |                                  |
| Loria 39’ Doni 66’ (rig.) | Marcatori | 27’ Reginaldo 32’ (rig.) Pazzini |

| Arbitro: | De Marco (Chiavari) |

|                                                    |           |  |
| Reginaldo 5’ Montolivo 45+1’ Toni 56’ Krøldrup 70’ | Marcatori |  |

| Arbitro: | Farina (Novi Ligure) |

|          |           |  |
| Mutu 43’ | Marcatori |  |

| Arbitro: | Saccani (Mantova) |

|  |           |          |
|  | Marcatori | 71’ Mutu |

| Arbitro: | Banti (Livorno) |

|               |           |  |
| Reginaldo 64’ | Marcatori |  |

| Milano 6 maggio 2007, ore 15:00 CEST 35ª giornata | Milan            | 0 – 0 referto | Fiorentina | Stadio Giuseppe Meazza (55 078 spett.)\| Arbitro: \| Rosetti (Torino) \| |
| Arbitro:                                          | Rosetti (Torino) |               |            |                                                                          |

| Arbitro: | Giannocaro (Lecce) |

|            |           |  |
| Pazzini 7’ | Marcatori |  |

| Arbitro: | Velotto (Grosseto) |

|                        |           |                                  |
| Riganò 81’, 88’ (rig.) | Marcatori | 25’ (rig.) Pazzini 57’ Gamberini |

| Arbitro: | Lops (Torino) |

|                                                        |           |                  |
| Mutu 5’ Montolivo 36’ Pazzini 49’ Reginaldo 72’, 90+2’ | Marcatori | 40’ Quagliarella |

### Coppa Italia

#### Prima fase
| Arbitro: | Squillace (Catanzaro) |

|                              |           |  |
| Santana 46’ Pazzini 71’, 77’ | Marcatori |  |

| Arbitro: | Rizzoli (Bologna) |

|           |           |  |
| Greco 75’ | Marcatori |  |

## Statistiche
Statistiche aggiornate al 1º luglio 2007.

### Statistiche di squadra
| Competizione | Punti | In casa | In casa | In casa | In casa | In casa | In casa | In trasferta | In trasferta | In trasferta | In trasferta | In trasferta | In trasferta | Totale | Totale | Totale | Totale | Totale | Totale | DR  |
| Competizione | Punti | G       | V       | N       | P       | Gf      | Gs      | G            | V            | N            | P            | Gf           | Gs           | G      | V      | N      | P      | Gf     | Gs     | DR  |
| ------------ | ----- | ------- | ------- | ------- | ------- | ------- | ------- | ------------ | ------------ | ------------ | ------------ | ------------ | ------------ | ------ | ------ | ------ | ------ | ------ | ------ | --- |
| Serie A      | 58    | 19      | 15      | 2       | 2       | 44      | 12      | 19           | 6            | 8            | 5            | 18           | 19           | 38     | 21     | 10     | 7      | 62     | 31     | +31 |
| Coppa Italia | -     | 1       | 1       | 0       | 0       | 3       | 0       | 1            | 0            | 0            | 1            | 0            | 1            | 2      | 1      | 0      | 1      | 3      | 1      | +2  |
| Totale       | -     | 20      | 16      | 2       | 2       | 47      | 12      | 20           | 6            | 8            | 6            | 18           | 20           | 40     | 22     | 10     | 8      | 65     | 32     | +33 |

### Andamento in campionato
| Giornata  | 1  | 2  | 3  | 4  | 5  | 6  | 7  | 8  | 9  | 10 | 11 | 12 | 13 | 14 | 15 | 16 | 17 | 18 | 19 | 20 | 21 | 22 | 23 | 24 | 25 | 26 | 27 | 28 | 29 | 30 | 31 | 32 | 33 | 34 | 35 | 36 | 37 | 38 |
| --------- | -- | -- | -- | -- | -- | -- | -- | -- | -- | -- | -- | -- | -- | -- | -- | -- | -- | -- | -- | -- | -- | -- | -- | -- | -- | -- | -- | -- | -- | -- | -- | -- | -- | -- | -- | -- | -- | -- |
| Luogo     | C  | T  | C  | T  | C  | T  | C  | T  | C  | T  | C  | T  | T  | C  | T  | C  | T  | C  | T  | T  | C  | T  | C  | T  | C  | T  | C  | T  | C  | T  | C  | C  | T  | C  | T  | C  | T  | C  |
| Risultato | P  | P  | V  | P  | V  | V  | V  | V  | P  | P  | V  | N  | N  | V  | V  | N  | V  | V  | N  | P  | V  | P  | V  | V  | V  | N  | V  | N  | N  | N  | V  | V  | V  | V  | N  | V  | N  | V  |
| Posizione | 20 | 20 | 20 | 20 | 20 | 20 | 19 | 19 | 20 | 20 | 19 | 18 | 18 | 18 | 16 | 16 | 15 | 14 | 14 | 15 | 13 | 13 | 13 | 12 | 8  | 9  | 7  | 7  | 8  | 7  | 7  | 7  | 7  | 6  | 7  | 5  | 5  | 6  |

Legenda:

Luogo: C = Casa; T = Trasferta. Risultato: V = Vittoria; N = Pareggio; P = Sconfitta.

### Statistiche dei giocatori
| Giocatore     | Serie A  | Serie A | Serie A     | Serie A    | Coppa Italia | Coppa Italia | Coppa Italia | Coppa Italia | Totale   | Totale | Totale      | Totale     |
| Giocatore     | Presenze | Reti    | Ammonizioni | Espulsioni | Presenze     | Reti         | Ammonizioni  | Espulsioni   | Presenze | Reti   | Ammonizioni | Espulsioni |
| ------------- | -------- | ------- | ----------- | ---------- | ------------ | ------------ | ------------ | ------------ | -------- | ------ | ----------- | ---------- |
| M. Blasi      | 31       | 1       | 10          | 0          | 2            | 0            | 0            | 0            | 33       | 1      | 10          | 0          |
| D. Brivio     | 1        | 0       | 0           | 0          | 0            | 0            | 0            | 0            | 1        | 0      | 0           | 0          |
| D. Dainelli   | 31       | 1       | 7           | 1          | 2            | 0            | 1            | 0            | 33       | 1      | 8           | 1          |
| S. Di Carmine | 2        | 0       | 0           | 0          | 0            | 0            | 0            | 0            | 2        | 0      | 0           | 0          |
| M. Donadel    | 19       | 0       | 4           | 0          | 2            | 0            | 0            | 0            | 21       | 0      | 4           | 0          |
| S. Frey       | 38       | -31     | 0           | 0          | 2            | -1           | 0            | 0            | 40       | -32    | 0           | 0          |
| A. Gamberini  | 28       | 3       | 4           | 1          | 1            | 0            | 0            | 0            | 29       | 3      | 4           | 1          |
| M. Gobbi      | 16       | 0       | 2           | 0          | 2            | 0            | 0            | 0            | 18       | 0      | 2           | 0          |
| M. Jørgensen  | 35       | 3       | 2           | 0          | 2            | 0            | 0            | 0            | 37       | 3      | 2           | 0          |
| P. Krøldrup   | 21       | 1       | 3           | 0          | 1            | 0            | 0            | 0            | 22       | 1      | 3           | 0          |
| Z. Kuzmanović | 4        | 0       | 0           | 0          | 0            | 0            | 0            | 0            | 4        | 0      | 0           | 0          |
| F. Liverani   | 36       | 1       | 5           | 0          | 2            | 0            | 1            | 0            | 38       | 1      | 6           | 0          |
| R. Montolivo  | 36       | 2       | 7           | 0          | 0            | 0            | 0            | 0            | 36       | 2      | 7           | 0          |
| A. Mutu       | 33       | 16      | 13          | 0          | 2            | 0            | 1            | 0            | 35       | 16     | 14          | 0          |
| M. Pasqual    | 34       | 0       | 5           | 1          | 2            | 0            | 0            | 0            | 36       | 0      | 5           | 1          |
| M. Pazienza   | 21       | 0       | 4           | 0          | 0            | 0            | 0            | 0            | 21       | 0      | 4           | 0          |
| G. Pazzini    | 24       | 7       | 3           | 0          | 2            | 2            | 0            | 0            | 26       | 9      | 3           | 0          |
| A. Potenza    | 19       | 1       | 3           | 0          | 0            | 0            | 0            | 0            | 19       | 1      | 3           | 0          |
| Reginaldo     | 27       | 6       | 3           | 0          | 1            | 0            | 0            | 0            | 28       | 6      | 3           | 0          |
| C. Riganò     | 0        | 0       | 0           | 0          | 2            | 0            | 0            | 0            | 2        | 0      | 0           | 0          |
| M. Santana    | 8        | 1       | 1           | 0          | 1            | 1            | 0            | 0            | 9        | 2      | 1           | 0          |
| L. Toni       | 29       | 16      | 4           | 1          | 0            | 0            | 0            | 0            | 29       | 16     | 4           | 1          |
| T. Ujfaluši   | 31       | 1       | 8           | 0          | 2            | 0            | 0            | 0            | 33       | 1      | 8           | 0          |